# Falletans
Falletans és un municipi francès situat al departament del Jura i a la regió de Borgonya - Franc Comtat. L'any 2007 tenia 383 habitants.

## Demografia

### Població
El 2007 la població de fet de Falletans era de 383 persones. Hi havia 142 famílies de les quals 28 eren unipersonals (12 homes vivint sols i 16 dones vivint soles), 47 parelles sense fills, 59 parelles amb fills i 8 famílies monoparentals amb fills.
La població ha evolucionat segons el següent gràfic:
Habitants censats

### Habitatges
El 2007 hi havia 167 habitatges, 142 eren l'habitatge principal de la família, 12 eren segones residències i 13 estaven desocupats. 163 eren cases i 4 eren apartaments. Dels 142 habitatges principals, 124 estaven ocupats pels seus propietaris, 17 estaven llogats i ocupats pels llogaters i 1 estava cedit a títol gratuït; 2 tenien dues cambres, 9 en tenien tres, 35 en tenien quatre i 96 en tenien cinc o més. 115 habitatges disposaven pel capbaix d'una plaça de pàrquing. A 50 habitatges hi havia un automòbil i a 84 n'hi havia dos o més.

### Piràmide de població
La piràmide de població per edats i sexe el 2009 era:
| Homes | Edats   | Dones |
| ----- | ------- | ----- |
| 0     | 95 o +  | 0     |
| 0     | 90 a 94 | 0     |
| 0     | 85 a 89 | 4     |
| 0     | 80 a 84 | 0     |
| 4     | 75 a 79 | 0     |
| 8     | 70 a 74 | 16    |
| 8     | 65 a 69 | 4     |
| 4     | 60 a 64 | 16    |
| 4     | 55 a 59 | 4     |
| 12    | 50 a 54 | 0     |
| 12    | 45 a 49 | 20    |
| 20    | 40 a 44 | 12    |
| 16    | 35 a 39 | 16    |
| 8     | 30 a 34 | 0     |
| 4     | 25 a 29 | 20    |
| 8     | 20 a 24 | 4     |
| 12    | 15 a 19 | 8     |
| 8     | 10 a 14 | 12    |
| 20    | 5 a 9   | 4     |
| 12    | 0 a 4   | 8     |

## Economia
El 2007 la població en edat de treballar era de 255 persones, 186 eren actives i 69 eren inactives. De les 186 persones actives 178 estaven ocupades (93 homes i 85 dones) i 8 estaven aturades (4 homes i 4 dones). De les 69 persones inactives 30 estaven jubilades, 26 estaven estudiant i 13 estaven classificades com a «altres inactius».

### Ingressos
El 2009 a Falletans hi havia 148 unitats fiscals que integraven 407,5 persones, la mediana anual d'ingressos fiscals per persona era de 19.074 €.

### Activitats econòmiques
Dels 10 establiments que hi havia el 2007, 3 eren d'empreses de fabricació d'altres productes industrials, 2 d'empreses de construcció, 1 d'una empresa de comerç i reparació d'automòbils, 1 d'una empresa de transport, 1 d'una empresa de serveis i 2 d'entitats de l'administració pública.
Dels 2 establiments de servei als particulars que hi havia el 2009, 1 era una fusteria i 1 electricista.
L'any 2000 a Falletans hi havia 8 explotacions agrícoles que ocupaven un total de 376 hectàrees.

## Poblacions més properes
El següent diagrama mostra les poblacions més properes.